# Hydrotherosaurus alexandrae
L'idroterosauro (Hydrotherosaurus alexandrae) è un rettile marino estinto, appartenente ai plesiosauri. Visse nel Cretaceo superiore (Maastrichtiano, circa 70 milioni di anni fa) e i suoi resti sono stati ritrovati in Nordamerica (California, contea di Fresno).

## Descrizione
Il collo di questo animale era eccezionalmente lungo, come quello di tutti gli elasmosauridi: vi erano 63 vertebre cervicali, mentre quelle dorsali erano solo 17. In ogni caso, questo non era il record per gli elasmosauri: lo stesso Elasmosaurus, ad esempio, possedeva un collo costituito da più di 70 vertebre. L'idroterosauro era in ogni caso un animale di notevoli dimensioni: la lunghezza poteva infatti arrivare a 13 metri, e ciò lo rendeva uno degli elasmosauri più grandi. Il lunghissimo collo era molto sottile e sosteneva una piccola testa (lunga 33 centimetri) dotata di numerosi denti aguzzi e allungati. Come in tutti i plesiosauri, le zampe erano a forma di pagaie e la coda era corta.
Una caratteristica distintiva di Hydrotherosaurus era data dalle vertebre, piuttosto basse e strette nella parte anteriore, ma più larghe e alte alla base rispetto a quelle degli altri elasmosauri.

## Classificazione
Hydrotherosaurus venne descritto per la prima volta da Samuel P. Welles nel 1943, sulla base di uno scheletro completo di cranio ritrovato nella formazione Moreno della contea di Fresno, in California. Secondo Welles, l'idroterosauro era un tipico rappresentante della famiglia degli elasmosauridi, un gruppo di plesiosauri dotati di colli eccezionalmente allungati grazie ai quali potevano arpionare i pesci che passavano nelle vicinanze.
Nel ricostruire Hydrotherosaurus, Welles diede alle costole un angolo incurvato all'indietro, in maniera simile a quella degli odierni coccodrilli; lo studioso pensò che la classica ricostruzione dei plesiosauri con il corpo largo e piatto simile a quello delle tartarughe (con le costole quasi ad angolo retto) fosse il risultato di un'interpretazione sbagliata dei fossili, basata sulla distorsione post mortem degli scheletri. Studi successivi dimostrarono invece l'errore di Welles.

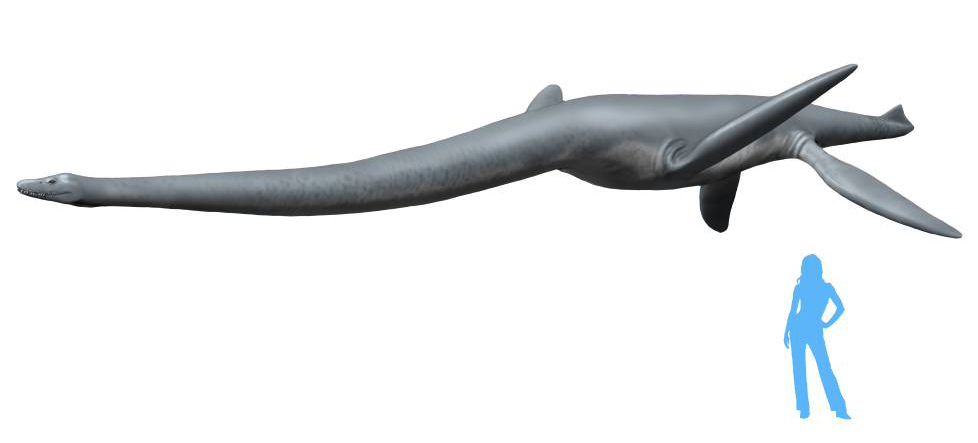
Ricostruzione di Hydrotherosaurus

## Paleobiologia
Hydrotherosaurus doveva essere un predatore marino che viveva lungo le coste, come indicato dalla morfologia del suo scheletro. Insieme ai resti fossili sono stati ritrovati numerosi gastroliti, che potevano aiutare l'animale a governare la galleggiabilità, e alcuni resti di pesci nella regione dello stomaco.

## Significato del nome
Il nome generico Hydrotherosaurus deriva dalle parole greche hydrotheras ("pescatore") e sauros ("lucertola"), alludendo chiaramente allo stile di vita di questo animale. L'epiteto specifico, alexandrae, è in onore di Annie Montague Alexander (1867-1950), una collezionista di fossili e patrocinatrice che contribuì notevolmente ai lavori sui vertebrati fossili degli Stati Uniti occidentali.